# Мадзима, Сатоми
Сатоми Мадзима (яп. 間嶋里美 Мадзима Сатоми, 22 апреля, 1955, префектура Ниигата) — японская сэйю.

## Позиции в Гран-при журнала Animage
- 1982 год — 10-е место в Гран-при журнала Animage в номинации на лучшую женскую роль[1];
- 1983 год — 18-е место в Гран-при журнала Animage в номинации на лучшую женскую роль[2];
- 1984 год — 17-е место в Гран-при журнала Animage в номинации на лучшую женскую роль[3]

## Роли в аниме
- 1979 год — SF Saiyuuki Starzinger II (Капитан);
- 1981 год — Флона на чудесном острове (Мэри);
- 1981 год — Ogon Senshi Gold Lightan (Томокадзу (Томбо) Гокураку);
- 1981 год — ГоСёгун (ТВ) (OVA/Mother);
- 1981 год — Д'Артаньгав и три пса-мушкетера (Дартаньгав);
- 1982 год — Sentou Mecha Xabungle (Бирин Нада);
- 1982 год — Kikou Kantai Dairugger XV (Ясуо Муцу);
- 1982 год — Приключения чудесного домика, или Летающий дом (Гэн);
- 1982 год — Boku Pataliro! (Томи);
- 1982 год — Аркадия моей юности (ТВ) (Мононо Тадаси);
- 1983 год — Ai Shite Night (Исудзу);
- 1983 год — Стоп!! Хибари-кун! (Хибари Одзора);
- 1983 год — Plawres Sanshirou (Сансиро)